# Delfo Cabrera
Delfo Cabrera Gómez (2. dubna 1919 Armstrong, Santa Fe, Argentina – 2. srpna 1981 Alberti, Buenos Aires, Argentina) byl argentinský atlet, běžec na dlouhé tratě, olympijský vítěz v maratonu z roku 1948.
V mládí hrál fotbal, po vítězství Juana Carlose Zabaly v olympijském maratonu v roce 1932 se začal věnovat atletice. V roce 1938 se stal poprvé mistrem Argentony v běhu na 5 000 metrů (celkem za svou kariéru se mu to podařilo devětkrát).
Svého životního úspěchu dosáhl na olympiádě v Londýně v roce 1948. Maratonský závod zde měl velmi dramatický průběh. Prakticky celý závod vedl Étienne Gailly z Belgie, který také jako první vběhl na olympijský stadion. Zde už však byl zcela vyčerpaný, takže v posledních stovkách metrů ho předběhl jak pozdější vítěz Delfo Cabrera, tak také druhý v cíli Thomas Richards z Velké Británie.
V dalších letech Cabrera ještě zvítězil v maratonu na Panamerických hrách v roce 1951. Na olympiádě v Helsinkách, kde na maratonské trati triumfoval Emil Zátopek, skončil Cabrera šestý. S vrcholovým sportem skončil v roce 1954.